# Eusebio Calonge
Eusebio de Calonje y Fenollet (Vitoria, 15 de diciembre de 1813-Madrid, 28 de octubre de 1873) fue un militar y político español, miembro del Partido Moderado.

## Biografía

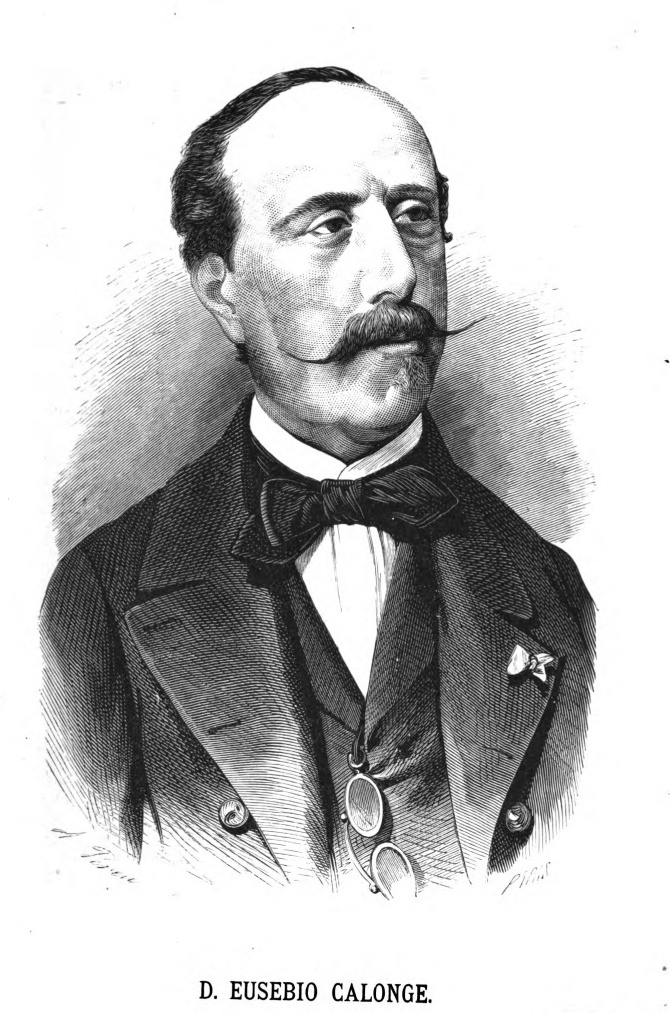
Eusebio de Calonje. Grabado de Marcelo París por dibujo de Alfredo Perea: Carlos Rubio, Historia filosófica de la revolución española de 1868, Madrid, 1868.

Militar adscrito al Partido Moderado, luchó en la Primera Guerra Carlista, en la que llegó a alcanzar el grado de coronel. Debió de exiliarse durante la regencia de Baldomero Espartero. Regresó a España en 1843 para ocupar un escaño de diputado en 1845, 1848, 1850 y 1853. Ascendido a brigadier de infantería en 1846, entre 1852 y 1854 ocupó la Capitanía General de Navarra. Durante tres días ocupó en 1866 el Ministerio de Marina y, ese mismo año y hasta el septiembre de 1867 el Ministerio de Estado. Al estallar la Revolución de 1868 tenía cargo de general en jefe de los ejércitos de Castilla la Vieja, Vascongadas, Navarra y Galicia. Triunfante la revolución se le permitió marchar a Portugal. 
Regresó a España en octubre de 1870 y fue reincorporado al ejército tras prestar juramento a la constitución, si bien quedó en situación de cuartel. En 1871 fue condenado en Consejo de Guerra a la pérdida de empleo y honores por negarse a jurar a Amadeo de Saboya. Tras la abdicación de Amadeo I y la proclamación de la república renunció a reincorporarse a su empleo. Fue senador vitalicio de 1853 a 1868 y secretario de la cámara en 1858.
En marzo de 1840 contrajo matrimonio con Joaquina García de Vicuña. Tuvieron como hijo a Eusebio de Calonje y García de Vicuña que también fue militar y alcanzó el rango de general de brigada y capitán del Real Cuerpo de Guardias Alabarderos.